# Bobište
Bobište (izvirno srbsko Бобиште) je naselje v Srbiji, ki upravno spada pod Mesto Leskovac; slednja pa je del Jablaniškega upravnega okraja.

## Demografija
V naselju, katerega izvirno (srbsko-cirilično) ime je Бобиште, živi 1395 polnoletnih prebivalcev, pri čemer je njihova povprečna starost 37,8 let (37,5 pri moških in 38,1 pri ženskah). Naselje ima 505 gospodinjstev, pri čemer je povprečno število članov na gospodinjstvo 3,53.
To naselje je, glede na rezultate popisa iz leta 2002, večinoma srbsko, a v času zadnjih 3 popisov je opazen porast števila prebivalcev.
|  |

| Demografija | Demografija     | Demografija     |
| Leto        | Št. prebivalcev | Št. prebivalcev |
| ----------- | --------------- | --------------- |
|             |                 |                 |
|             |                 |                 |
|             |                 |                 |
|             |                 |                 |
| 1948        | 211             |                 |
| 1953        | 237             |                 |
| 1961        | 288             |                 |
| 1971        | 944             |                 |
| 1981        | 1466            |                 |
| 1991        | 1603            | 1588            |
| 2002        | 1821            | 1782            |
|             |                 |                 |

| Etnična sestava po popisu iz leta 2002 | Etnična sestava po popisu iz leta 2002 | Etnična sestava po popisu iz leta 2002 | Etnična sestava po popisu iz leta 2002 | Etnična sestava po popisu iz leta 2002 |
| -------------------------------------- | -------------------------------------- | -------------------------------------- | -------------------------------------- | -------------------------------------- |
| Srbi                                   | Srbi                                   |                                        | 1.771                                  | 99,38%                                 |
| Črnogorci                              | Črnogorci                              |                                        | 1                                      | 0,05%                                  |
| Hrvati                                 | Hrvati                                 |                                        | 1                                      | 0,05%                                  |
| Neznano                                | Neznano                                |                                        | 1                                      | 0,05%                                  |